# アストンマーティン・AMR22
アストンマーティン・AMR22（Aston Martin AMR22）は、アストンマーティンF1チームが、2022年のF1世界選手権参戦用に開発したフォーミュラ1カーである。

## 概要
AMR22は、アルピーヌF1に加わったオトマー・サフナウアーに代わって、元BMWモータースポーツの新チーム代表、マイク・クラックが監督する最初のマシンとなった。また、ダン・ファロウズはレッドブル・レーシングを離れ、2022年4月に開発チームに加わり、アストンマーティンのテクニカルディレクターに就任した。
アストンマーティン本社で2022年2月10日に発表され、翌日ドライバーのセバスチャン・ベッテルとランス・ストロールはシルバーストン・サーキットでシェイクダウンを完了した。
アラムコとクリプト・ドットコムが車両全体のブランディングを行うシニアパートナーとしてチームに加わり、アラムコがチームの正式名に加わった。ただし燃料やオイル等の供給にアラムコは関与せず、それらは従来どおりメルセデスのパートナーであるペトロナスが行う。
AMR22は、利用可能なフロアの全幅を使用するワイドボディであることが注目された。サイドポッドラジエーターには深いカットがあり、二重フロアデザインを特徴としていた。上部サイドポッド全体に沿って冷却用の通気口があり、その前面開口部は以前の車に比べて小型になった。スペインGPでは大幅にアップデートされた。デザインはレッドブルと似ており、FIAの調査によりアップグレードが正当であることが確認されたが、一部ではマシンのカラーリングに引っ掛けて「グリーンブル」などと揶揄された。

## 2022年シーズン
2022年もセバスチャン・ベッテルと、ランス・ストロールが共にドライバーとして留任した。ニコ・ヒュルケンベルグがリザーブドライバーとして発表された。
シーズン開幕戦前に、ベッテルが新型コロナウイルス感染症に罹患したため、ヒュルケンベルグが代役でレースに出場した。初戦と第2戦サウジアラビアGPでは、両車ともレースを完走したが、ポイントを獲得することはできなかった。ベッテルはオーストラリアGPから復帰したが、レースではリタイアした。
その後エミリア・ロマーニャGPで8位と10位で初ポイントを獲得した。ストロールはマイアミGPとカナダGPで10位、ベッテルはモナコ、アゼルバイジャン、イギリスでポイントを獲得した。シンガポールGPではストロールが6位、ベッテルが8位となり、2度目となるダブルポイントを獲得した。アゼルバイジャン、シンガポール、日本GPでのベッテルとストロールの6位フィニッシュが、AMR22の最高成績となった。チームはコンストラクターズランキングで7位に終わった。
7月下旬、ベッテルは2022年シーズン限りでF1から引退すると発表した。AMR22が4度のF1世界王者がドライブする最後のマシンとなった。

## 記録
| 年     | No. | ドライバー       | 1   | 2   | 3   | 4   | 5   | 6   | 7   | 8   | 9   | 10  | 11  | 12  | 13  | 14  | 15  | 16  | 17  | 18  | 19  | 20  | 21  | 22  | ポイント | ランキング |
| ------ | --- | ---------------- | --- | --- | --- | --- | --- | --- | --- | --- | --- | --- | --- | --- | --- | --- | --- | --- | --- | --- | --- | --- | --- | --- | -------- | ---------- |
| 2022年 |     |                  | BHR | SAU | AUS | EMI | MIA | ESP | MON | AZE | CAN | GBR | AUT | FRA | HUN | BEL | NED | ITA | SIN | JPN | USA | MEX | SÃO | ABU | 55       | 7位        |
| 2022年 | 18  | ストロール       | 12  | 13  | 12  | 10  | 10  | 15  | 14  | 16† | 10  | 11  | 13  | 10  | 11  | 11  | 10  | Ret | 6   | 12  | Ret | 15  | 10  | 8   | 55       | 7位        |
| 2022年 | 5   | ベッテル         |     |     | Ret | 8   | 17† | 11  | 10  | 6   | 12  | 9   | 17  | 11  | 10  | 8   | 14  | Ret | 8   | 6   | 8   | 14  | 11  | 10  | 55       | 7位        |
| 2022年 | 27  | ヒュルケンベルグ | 17  | 12  |     |     |     |     |     |     |     |     |     |     |     |     |     |     |     |     |     |     |     |     | 55       | 7位        |

- 太字はポールポジション、斜字はファステストラップ。(key)
- † : リタイアだが、90%以上の距離を走行したため規定により完走扱い。